# Allard
Allard (укр. Аллард) — з 1946 року англійський виробник автомобілів. Штаб-квартира розташована в місті Лондон. У 1959 році компанія припинила виробництво автомобілів.

## Сідні Аллард
Близько 1900 року батько Сідні Алларда та інші члени його сім'ї переїхали з Вормінстеру в Уїлтширі до Південного Лондона. Сідні Аллард народився в Стрітхемі в 1910 році.
Батько Сідні Артур Аллард був забудовником і будівельником. Він сподівався, що Сідні і його брати будуть слідувати професії батька, але пристрасть до механічних пристроїв виросла в Сідні з самого раннього віку, а не до цегли і будівельного розчину. Артур незабаром відмовився від своєї мрії долучити сина до будівельної торгівлі, усвідомлюючи марність своїх зусиль.
Сідні почав свою діяльність з Morgan Three Wheeler Grand Prix, позиченого у свого старшого брата Джека. У 1929 році Сідні з братом Денісом змагався в Бруклендс на кращому автомобілі Morgan Aero, фінансованому їх батьком. Вони виграли ці змагання, конкуренція залишилася пристрастю Сідні на все життя.

## Компанія Adlards Motors Ltd
У 1930 році навички механіка Сідні було використано у бізнесі в Акре Лейн, Брікстон, Лондон його батьком разом із довіреним бізнесменом Альфом Бріско. Артур напередодні купив компанію з виробництва покрівлі для споруд під назвою Robert Adlard. Назва компанії йому сподобалась, тому він назвав нову фірму Сідні Adlards Motors Ltd. Розвиваючи свої торгові об'єкти, компанія Adlard Motors Сідні була перетворена в 1935-1936 роках його батьком з великого багатоквартирного будинку у гаражні приміщення. Після перетворення свого Morgan на чотириколісного Сідні не втратив інтерес. Наступними автомобілями були Talbot 105, Ford Model B 1932 року з двигуном від вантажівки Ford, потужністю 24 к.с., а потім гоночний Ford Model TT з кузовом від Jensen, який успішно виступав на перегонах 1935-1936 років.

## Автомобілі, побудовані Сідні Аллардом
Більш успішна діяльність Алларда починається з першим справжнім автомобілем Allard, побудованим у 1936 році на шасі Ford Model 48, витягнутого з місцевого гаража і поєднаного із задньою частиною від Bugatti Type 51 з кузовом місцевого виготовлення. Інші елементи, такі як кермовий механізм від Bugatti, двигун Ford V8 з бічними клапанами, об'ємом 3622 см3, та звужена задня вісь, були зіставлені таким чином, щоб зробити ідеально продуманий автомобіль для змагань, побудований всього за 18 днів та ночей.
Названий за своїм реєстраційним номером «CLK 5», автомобіль зарекомендував себе протягом наступних двох років великою кількістю перемог у змаганнях та інших гонках. Перша перемога Сідні була на 50-мильних змаганнях у Сауспорт Сендс 26 квітня 1936 року зі швидкістю понад 100 миль за годину. Під час змагань здобувались численні перемоги, це було визнано автомобільною пресою. «The Motor» представили мультфільм із CLK 5 з написом «Аллард піднімається на будь-який пагорб практично в будь-якому змаганні».
До 1937 року CLK 5 був дуже добре відомим автомобілем для колег-конкурентів і глядачів, до компанії Adlard Motors Ltd поступили запити щодо можливого створення «репліки». Батько Сідні, що мав значний вплив на діяльність своїх синів, розглядав діяльність у сфері змагань як неприбуткову та відволікаючу від нормальної гаражної роботи.
Проте, саме на змаганнях Сідні виріс із одного з численних одноразових спеціалізованих виробників до масових виробників автомобілів (як Lotus і Healey). Одне замовлення слідувало за іншим, і до вересня 1939 року було побудовано 11 машин, дванадцята була завершена у 1946 році.
Після автомобілів із нероздільною передньою віссю CLK 5 та всіма Allard, Леслі Балламі допоміг розділити передню вісь, що дозволило отримати знамениті «вивихнуті» передні колеса на страх глядачам у найближчі роки. Довоєнна команда «Tailwaggers» з 3 Allard, що складалась з Сідні Алларда на своїй новій машині ELL 300, Гая Уорбертона на CLK 5 і Кена Хатчісона на Lincoln-Zephyr V12 ELX 50, виграла безліч командних та індивідуальних призів.
У військові 1939-1945 роки компанія Adlard переміщується у район Фулем, щоб ремонтувати джипи, вантажні автомобілі і штабні машини, які поверталися із фронту. Найближчим часом компанія спеціалізувалася тільки на автомобілях Ford. У роки війни не було ніяких перегонів, тому Сідні розвивав свої навички в бізнесі, які би дали йому міцну основу в кінці військових дій. Коли закінчилася війна, він купив усі залишкові запаси запчастин для Ford, включаючи двигуни із бічними клапанами. Ford став виробником, основні деталі якого Сідні вирішив встановлювати на свої автомобілі через власний дилерський центр Ford Adlard Motors Ltd.

## Заснування компанії Allard Motor Company
1946 року відбулося формування компанії Allard Motor Company, яка в кінцевому підсумку побудувала понад 1900 машин, що були виготовлені після 12 довоєнних спеціалізованих автомобілів.
Сідні зібрав безліч друзів і колег, які сформували основу нової компанії та надали цінну рекламу у формі успіхів на змаганнях. Головним інтересом Сідні Алларда були змагання, а не виробництво автомобілів. Він підтримував невелику майстерню саме для своїх спеціальних проектів, таких як його перший післявоєнний спеціалізований HLF 601, а потім JGP 473, попередник моделі J2, і найвідоміший спеціалізований Steyr, одномісний автомобіль для змагань з підйому на пагорб з 3,7-літровим австрійським двигуном Steyr. Він був допрацьованим, і передавав 140 к.с. на здвоєні задні колеса. Сідні взяв участь у Чемпіонаті Великої Британії з підйому на пагорб 1949 року на цьому автомобілі, поєднуючи інженерні і водійські навички.

## Початок виробництва автомобілів

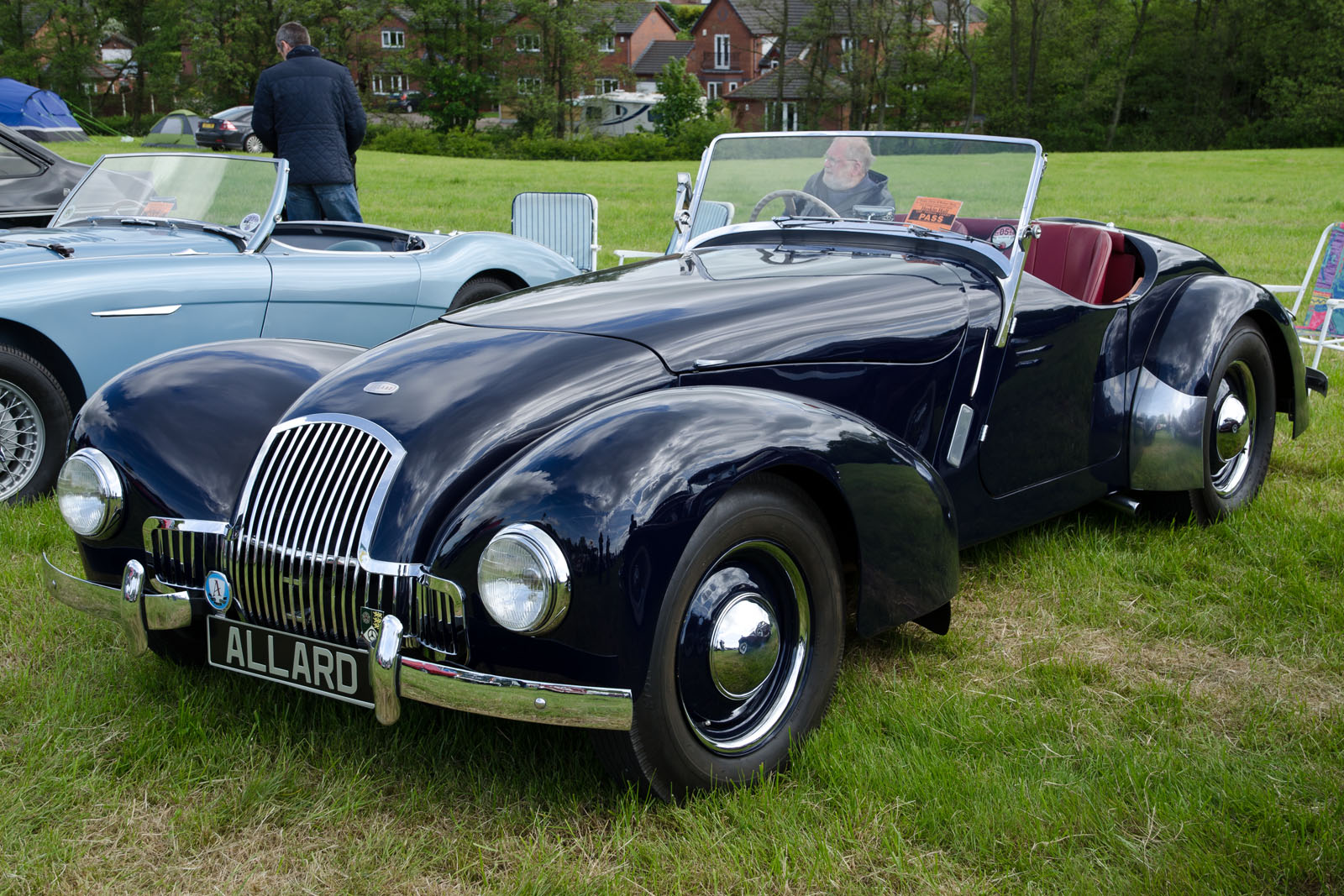
Allard K1 Roadster

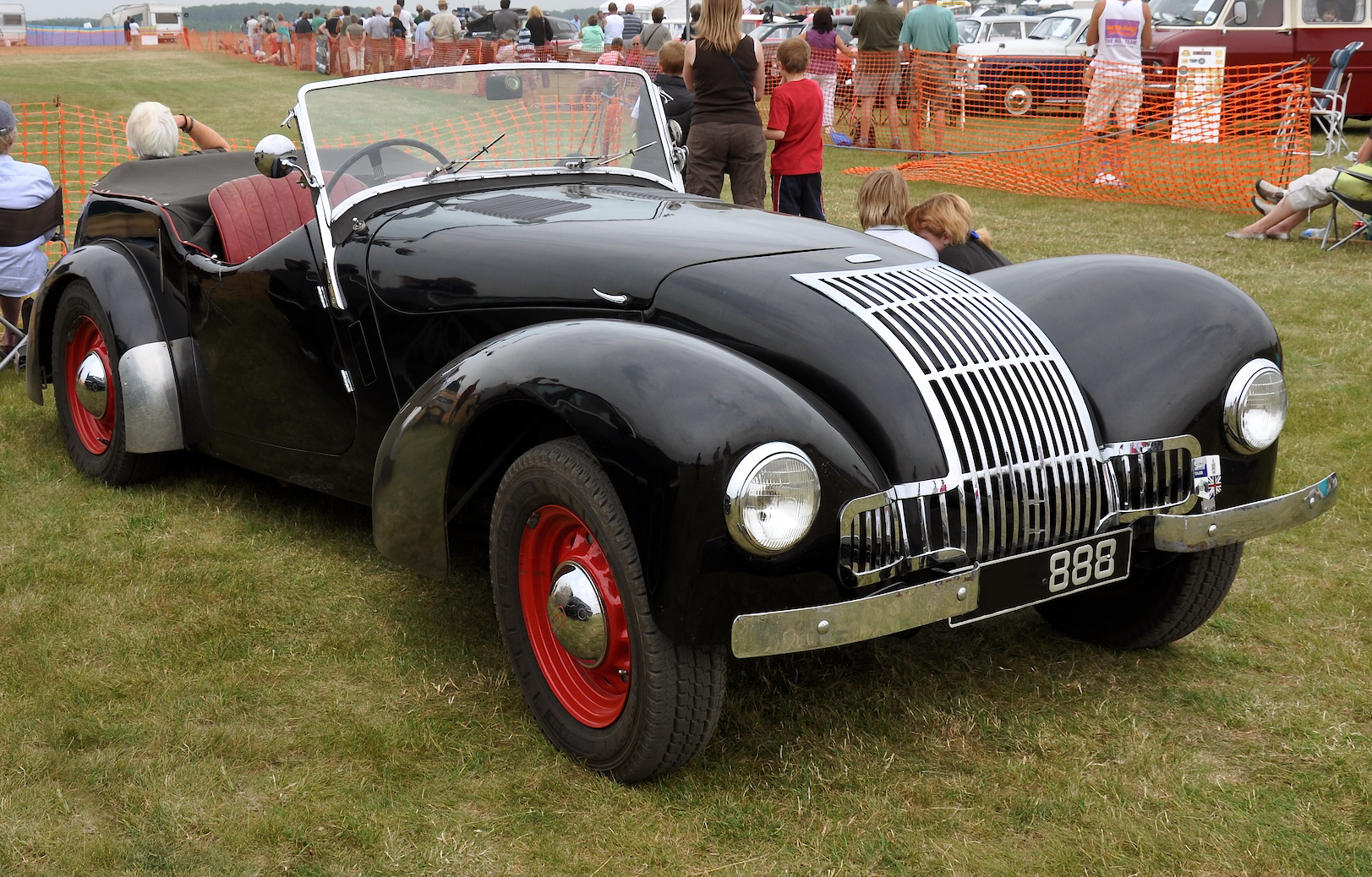
Allard L Tourer

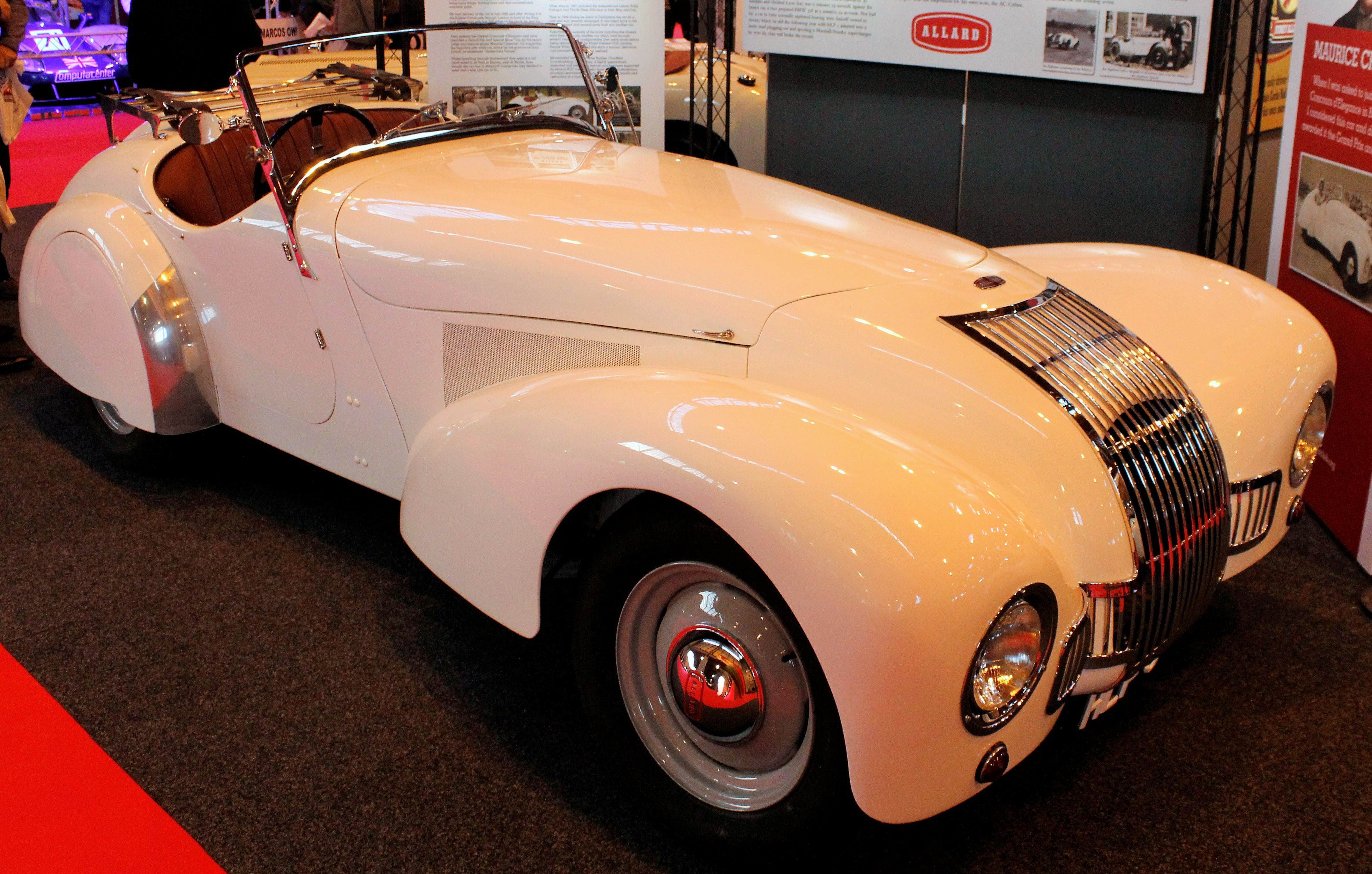
Allard J1

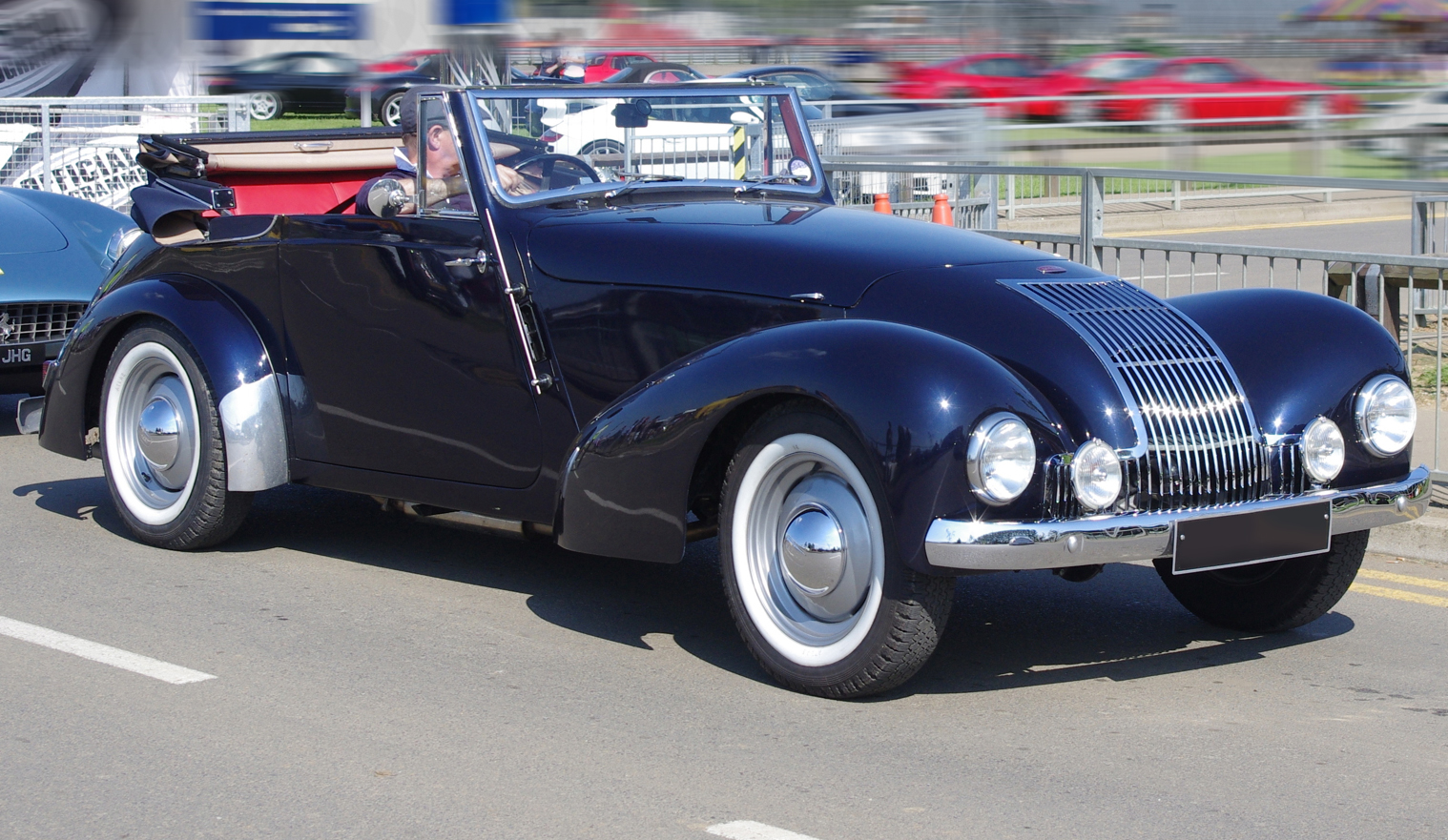
Allard M Drophead Coupé

Першими серійними автомобілями були: спортивна двомісна модель K (пізніше названа K1), чотиримісний турер L, і спортивна двомісна J (пізніше J1), дуже схожа на К, яка не так активно рекламувалась. Згодом з'явилась чотиримісна модель M.

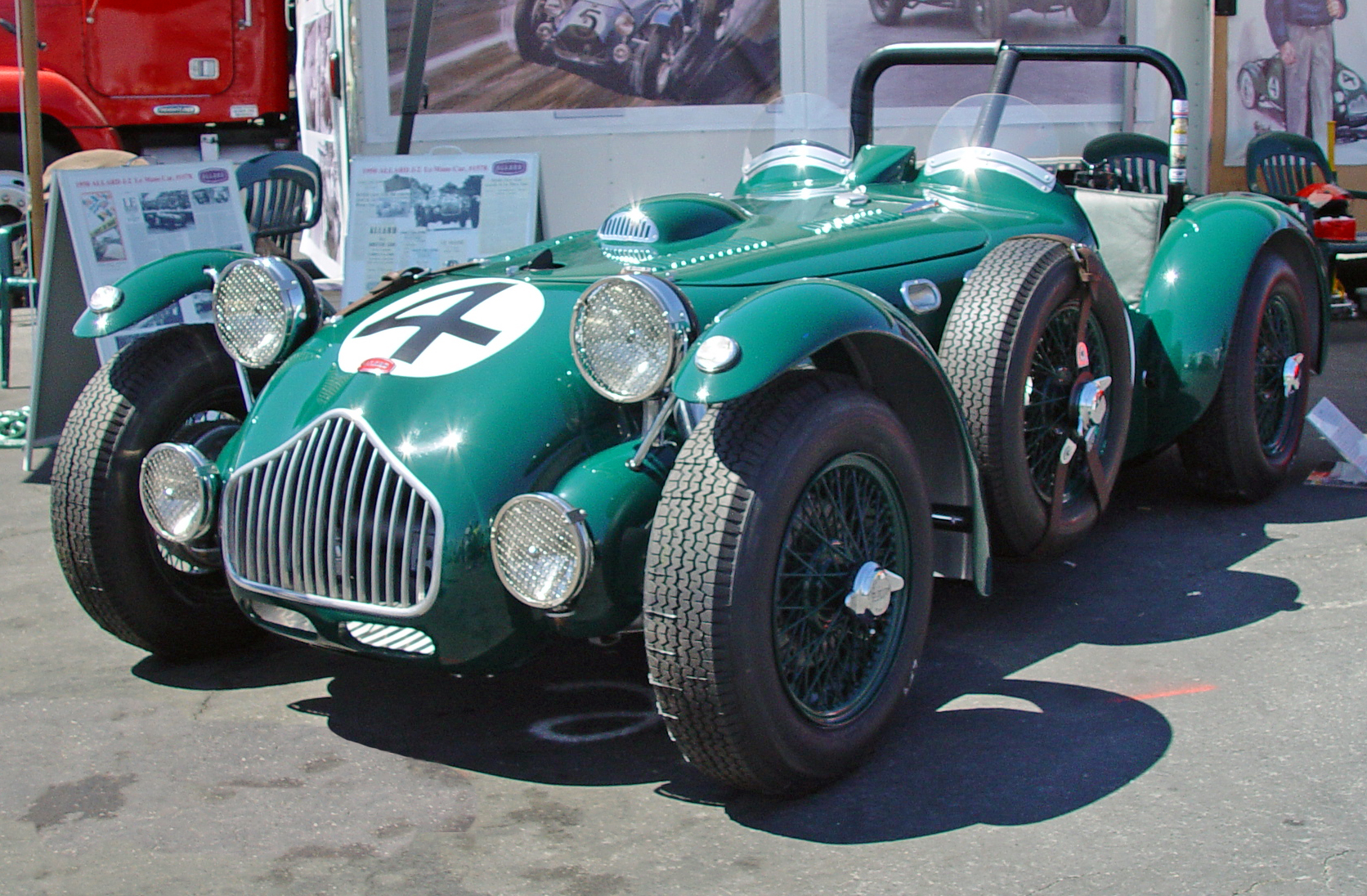
Allard J2

Найвідомішим Allard був спортивний двомісний J2, що вийшов 1950 року. На цьому автомобілі Сідні прийшов третім у Ле-Мані 1950 року. Всесвітнє визнання і успіх виник завдяки США, звідки поставляли двигуни Cadillac і Chrysler. Це дозволило створити успішного конкурента Ferrari і Jaguar.
Успіх у змаганнях забезпечив наступні кілька років успішного продажу Allard на найбільшому ринку світу — у Сполучених Штатах. У ці роки за експортовані автомобілі британський уряд повертав сталь, що дозволяло зробити більше автомобілів, експортний ринок був життєво важливим.

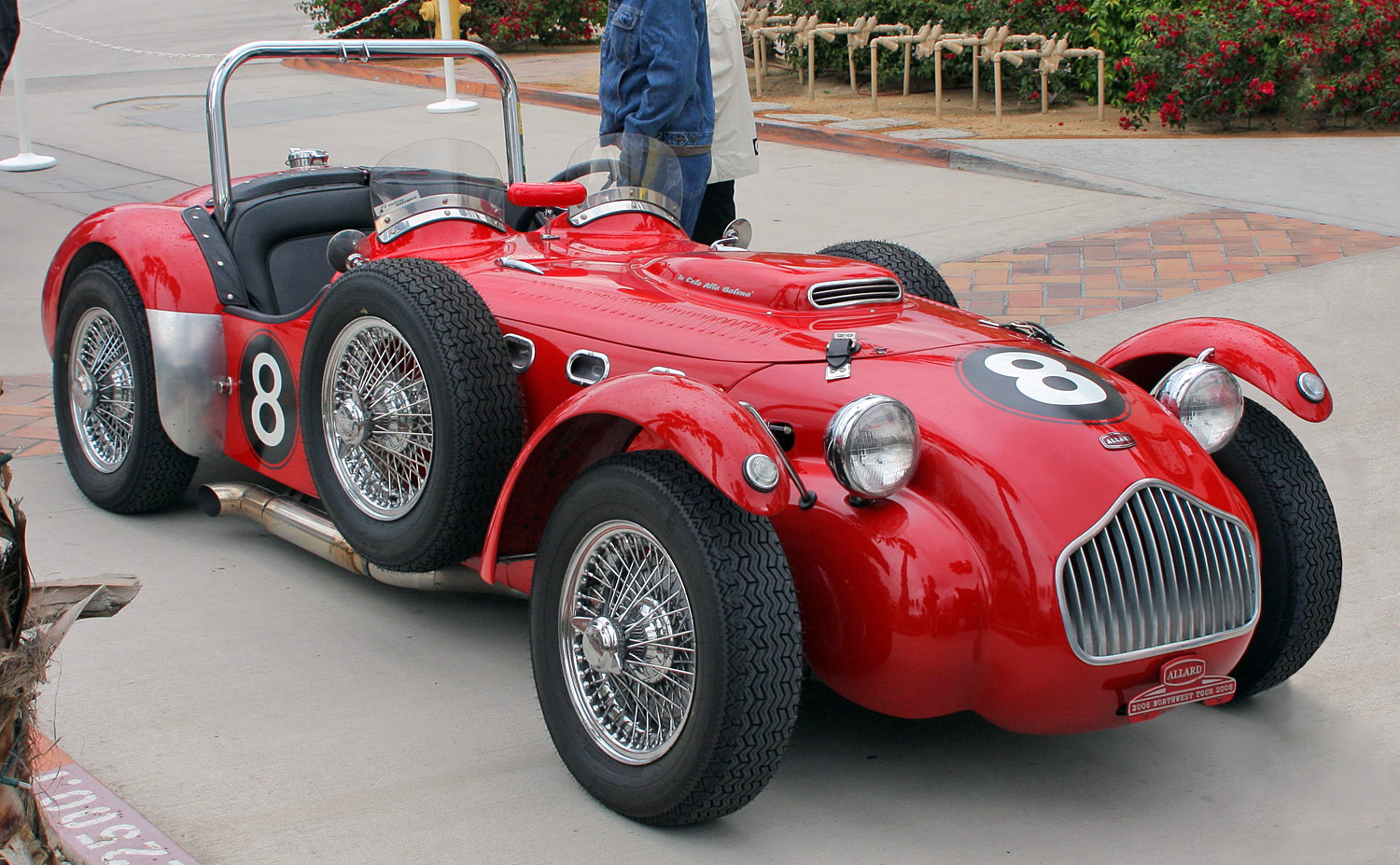
Allard J2X

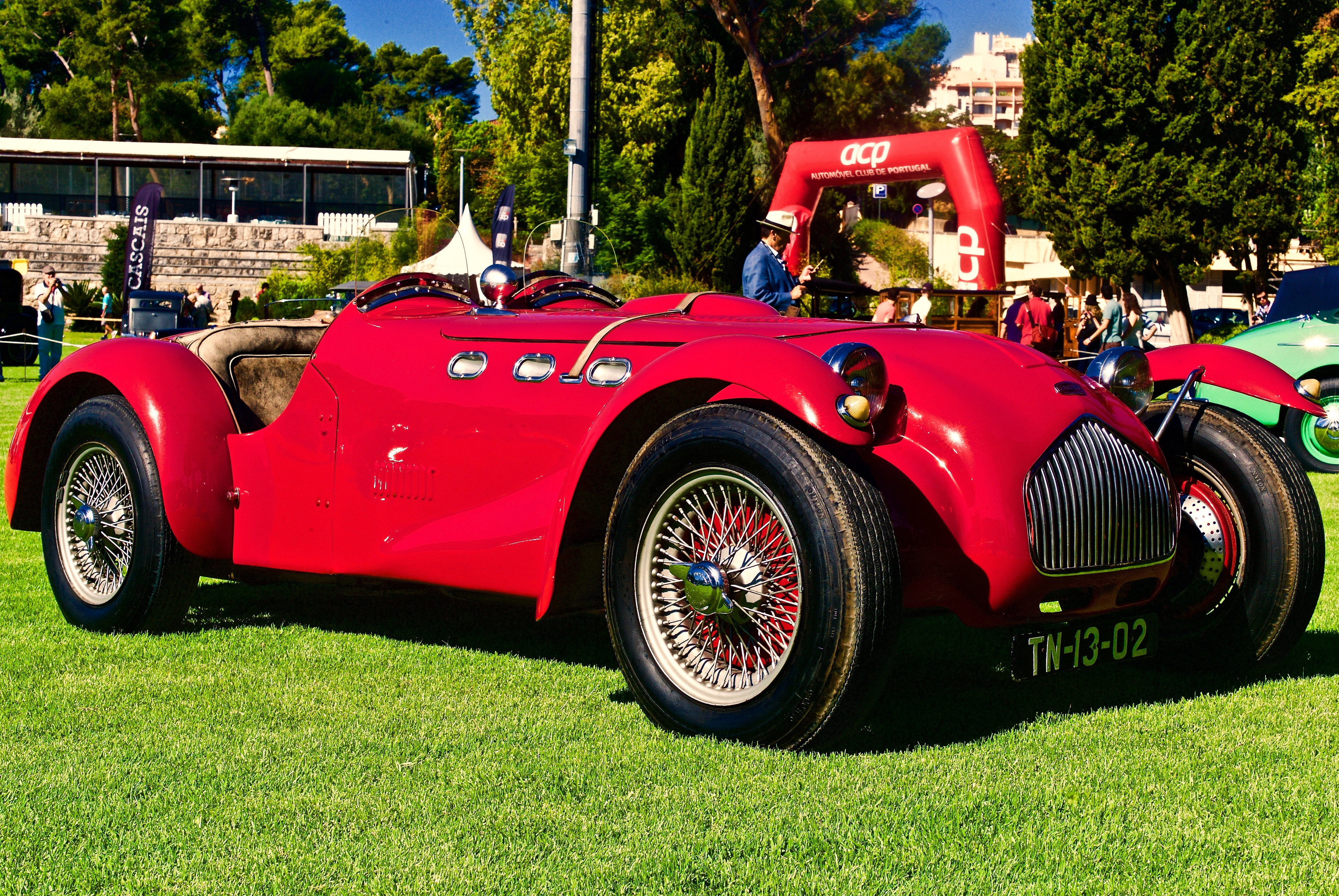
Allard J2R

J2 був оновлений в 1952 році. Перероблена версія J2X використовувалася у Ле-Мані 1952 року. J2R вийшов 1953 року, але конкуренція ставала все більш сильною, з Ferrari з їх новими V12 та новими моделями Jaguar. Розділена передня вісь була застарілою, але Сідні подобалась ця оригінальна ідея.

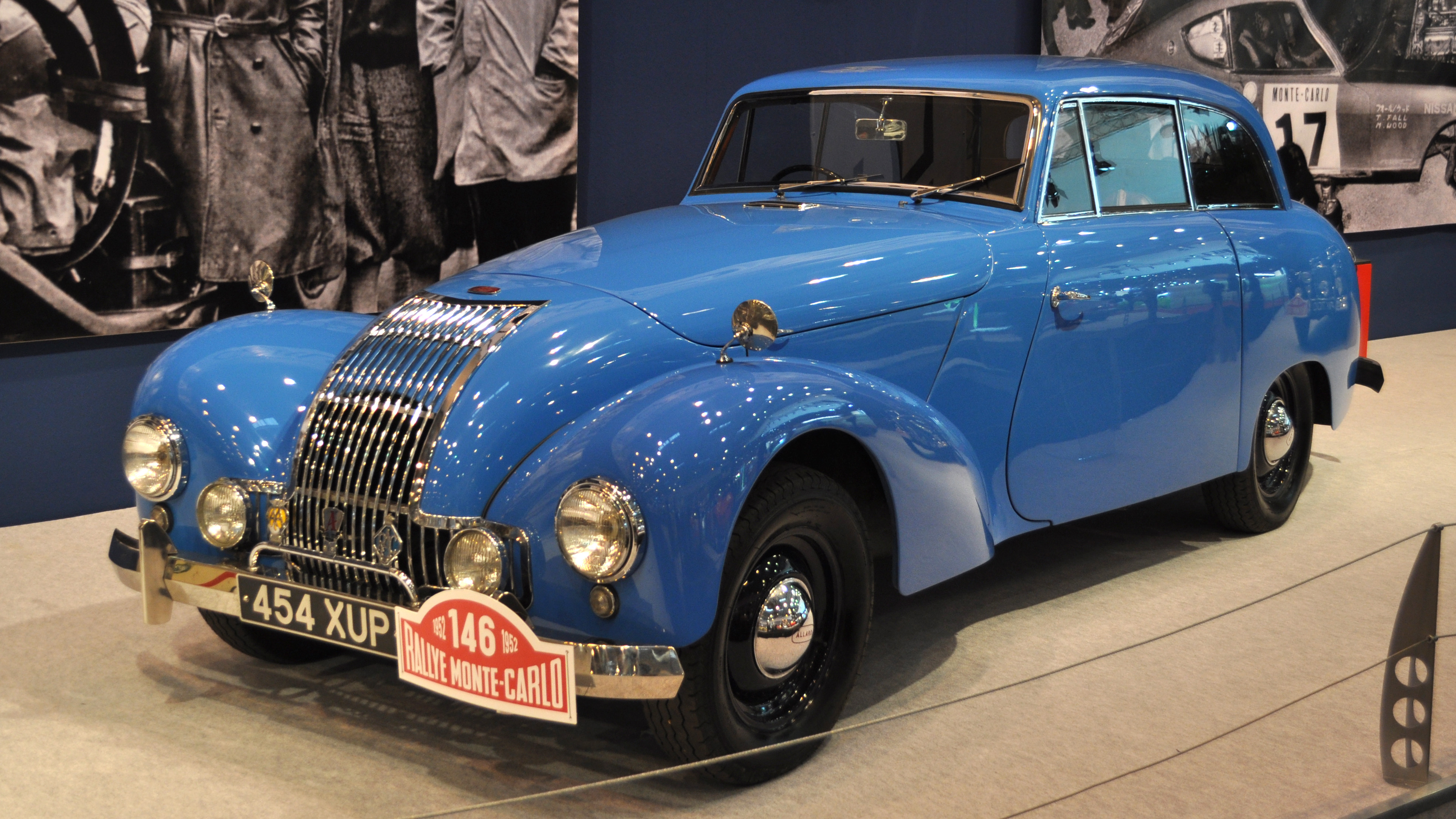
Allard P1

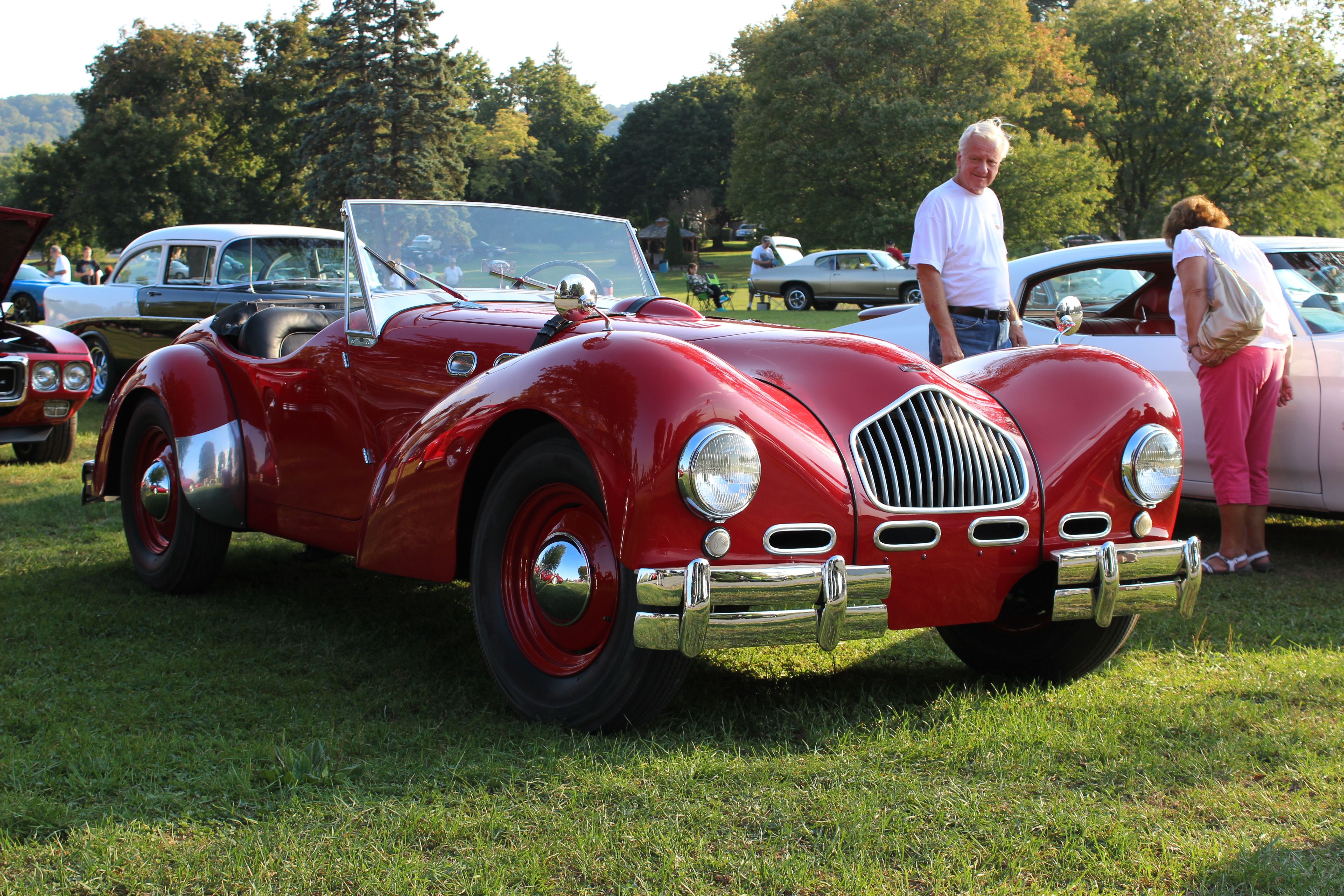
Allard K2

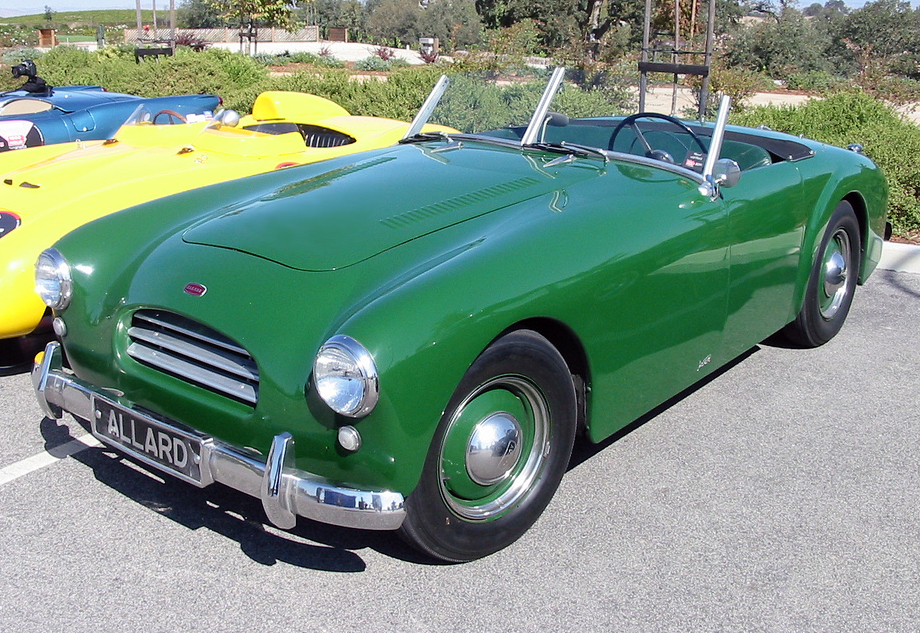
Allard K3

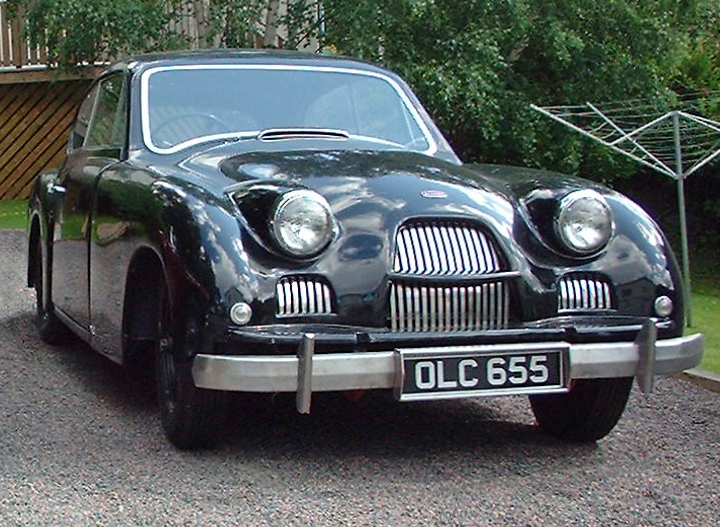
Allard P2 Monte Carlo

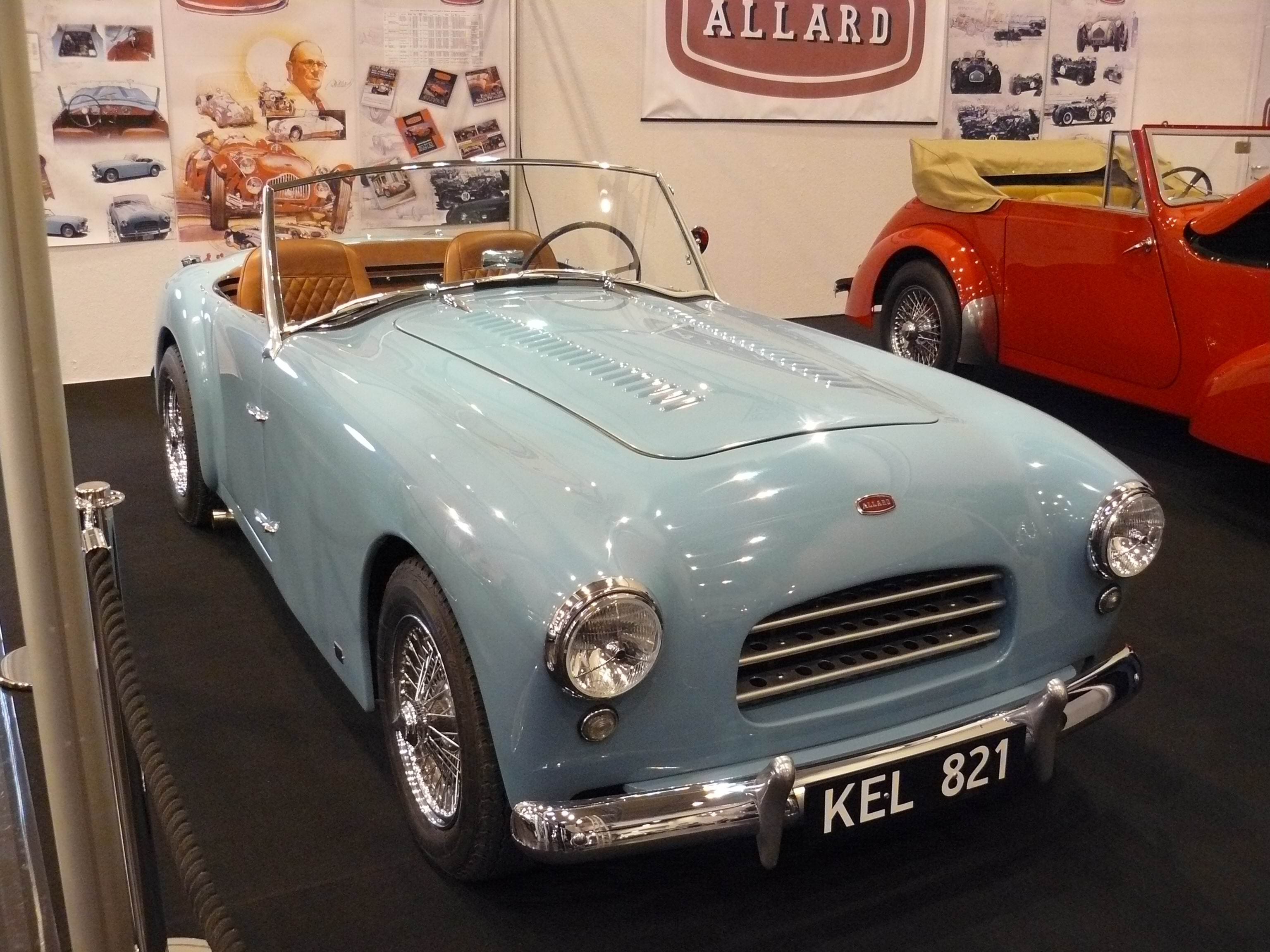
Allard Palm Beach MkI

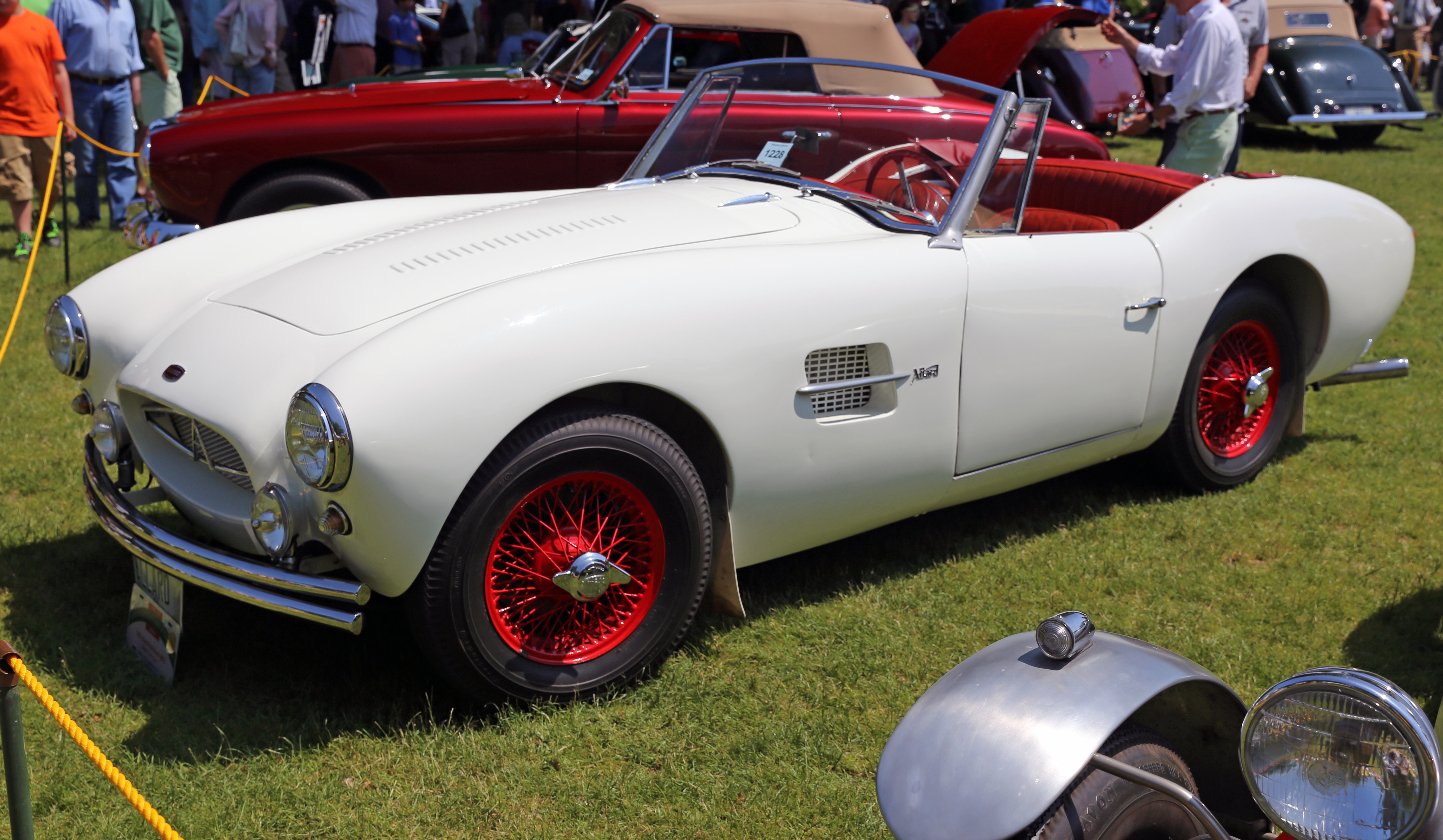
Allard Palm Beach MkII

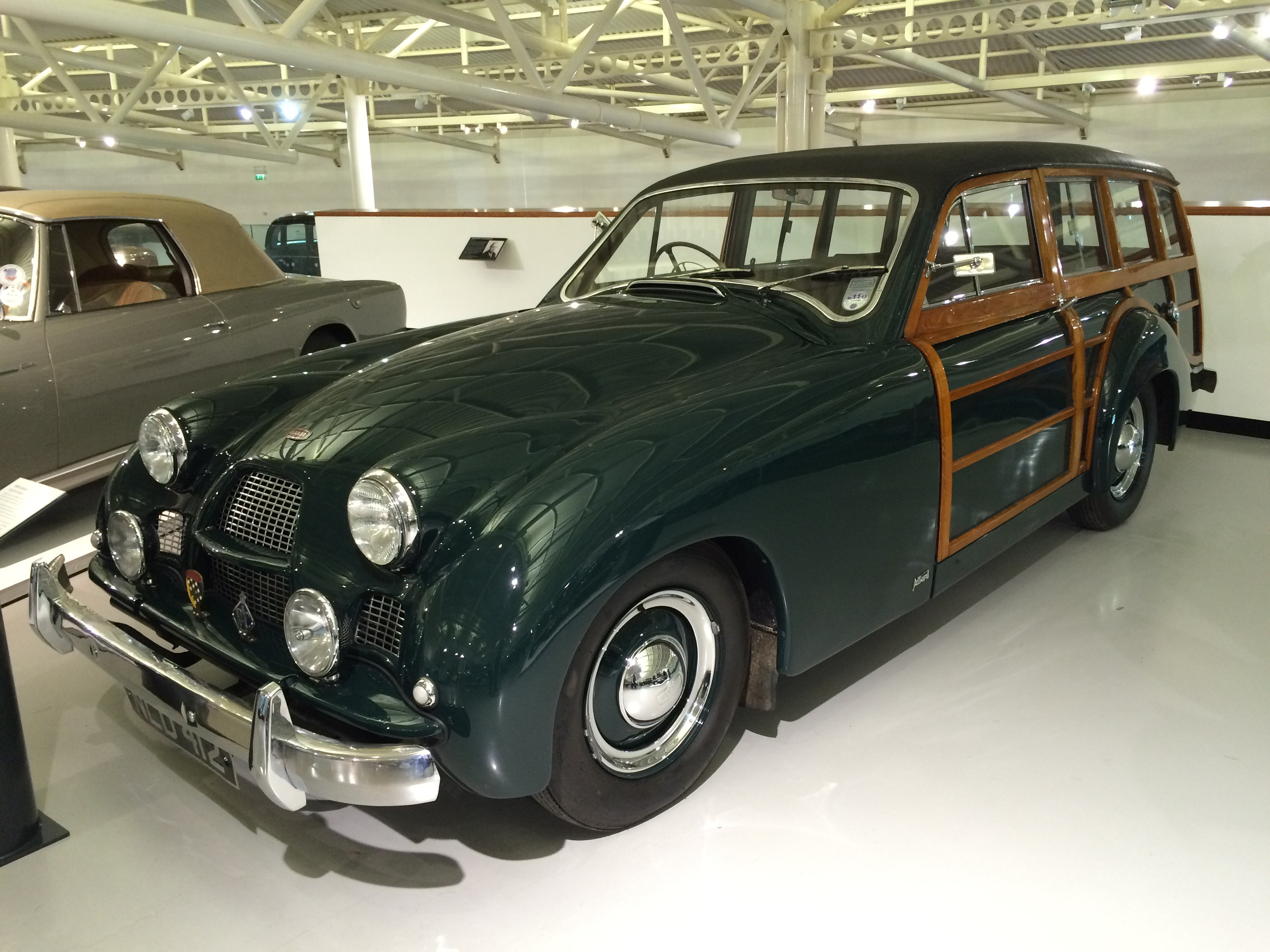
Allard P2 Safari

Інші моделі компанії Allard включали: седан P1 1950 року, двомісний спортивний K2 1952 року, двомісний спортивний K3 1953 року, седан P2 1952 року, двомісний Palm Beach 1953 року, Palm Beach MkII GT 1956 року, чотиримісний турер M2X 1952 року і універсал P2 Safari 1952 року.
Найбільшим досягненням для Сідні була його перемога на ралі Монте-Карло 1952 року, траса якого була покрита жорстким льодом. Це була перша британська перемога протягом 21 року після Дональда Хілі. Сідні Аллард став єдиною людиною, що виграла на машині свого власного імені. Молодий Стірлінг Мосс на своєму першому ралі приїхав другим.
Це мало би бути відмінною рекламою, але 6 лютого, через п'ять днів після закінчення ралі, загинув король Георг VI, і вся увага преси та нації була націлена на цю подію.

## Припинення виробництва автомобілів. Закриття компанії

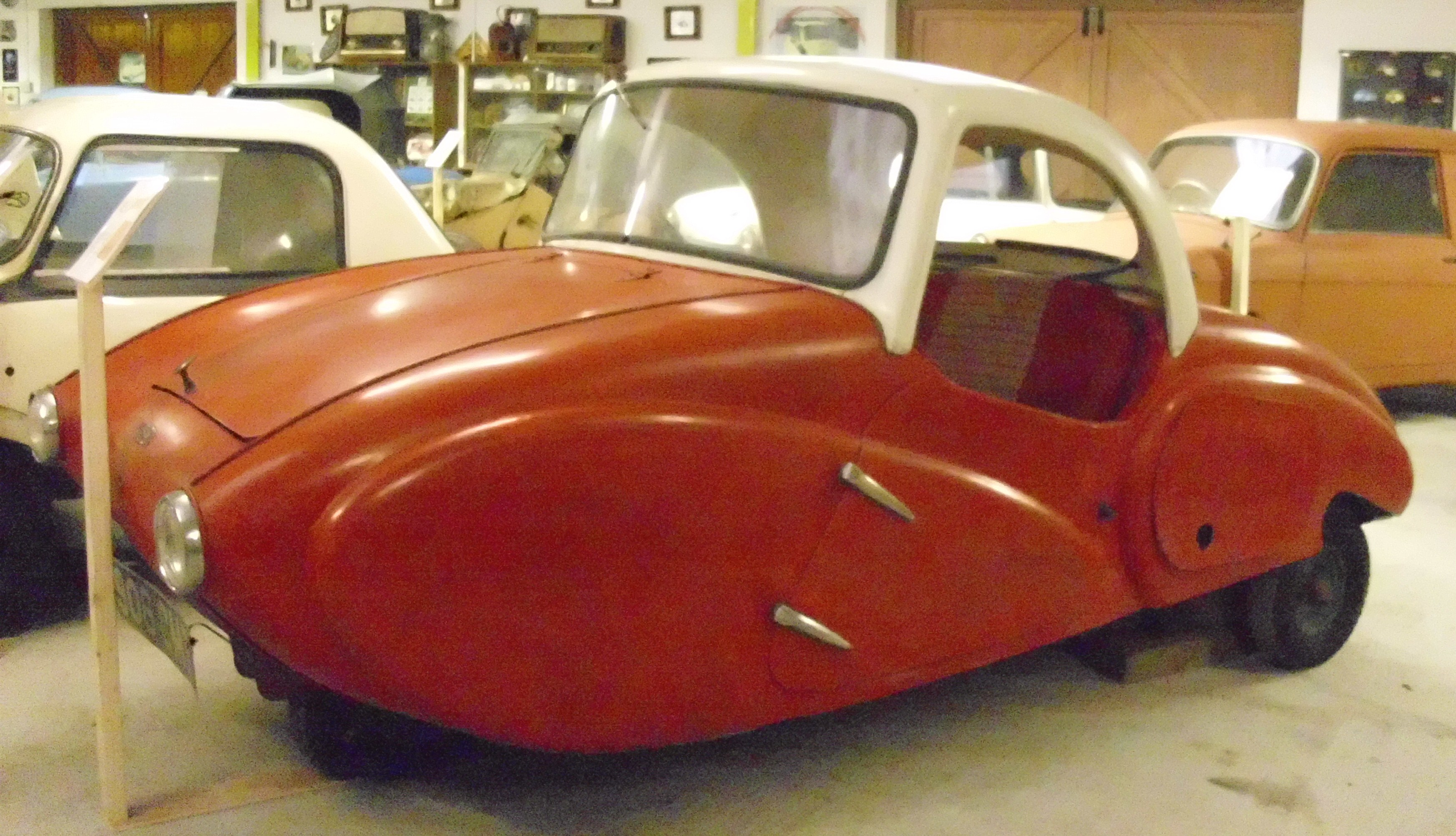
Allard Clipper

Після 1952 року машинобудування для малих компаній ставало важчим. Компанія покладалася на експорт, американський ринок підтримував компанію. Інші британські виробники, такі як Jowett, вже були ліквідовані. Ринок великих потужних автомобілів скорочувався, і нові моделі, такі як менший Palm Beach і маленький триколісний Clipper, допомагали мало. До 1957 року автомобілі виготовляли тільки на замовлення. Palm Beach MKII GT була єдиною моделлю.
Adlard Motors залишалась дилером Ford, одним з найбільших в Лондоні. Компанія Allard Motor Company перейшла на виробництво обладнання після того, як у 1959 році закінчила виробництво автомобілів. Син Сідні Алан, що займався торгівлею, змагався на своєму першому ралі в Монте-Карло 1962 року, перемігши Сідні. Він вивчав автомобільну техніку і супроводжував Сідні на багатьох попередніх ралі, перш ніж він став занадто старим, щоб керувати автомобілем.
Allard Motor Company виготовляв автомобілі для змагань, відомі як «Allardettes», які були переробленими Ford Anglia з 997-, 1200- і 1340-кубовими двигунами з наддувом. Сідні й Алан використовували ці машини на кількох перегонах у Монте-Карло, на ралі Спа-Софія-Льєж, місцевих ралі і перегонах.

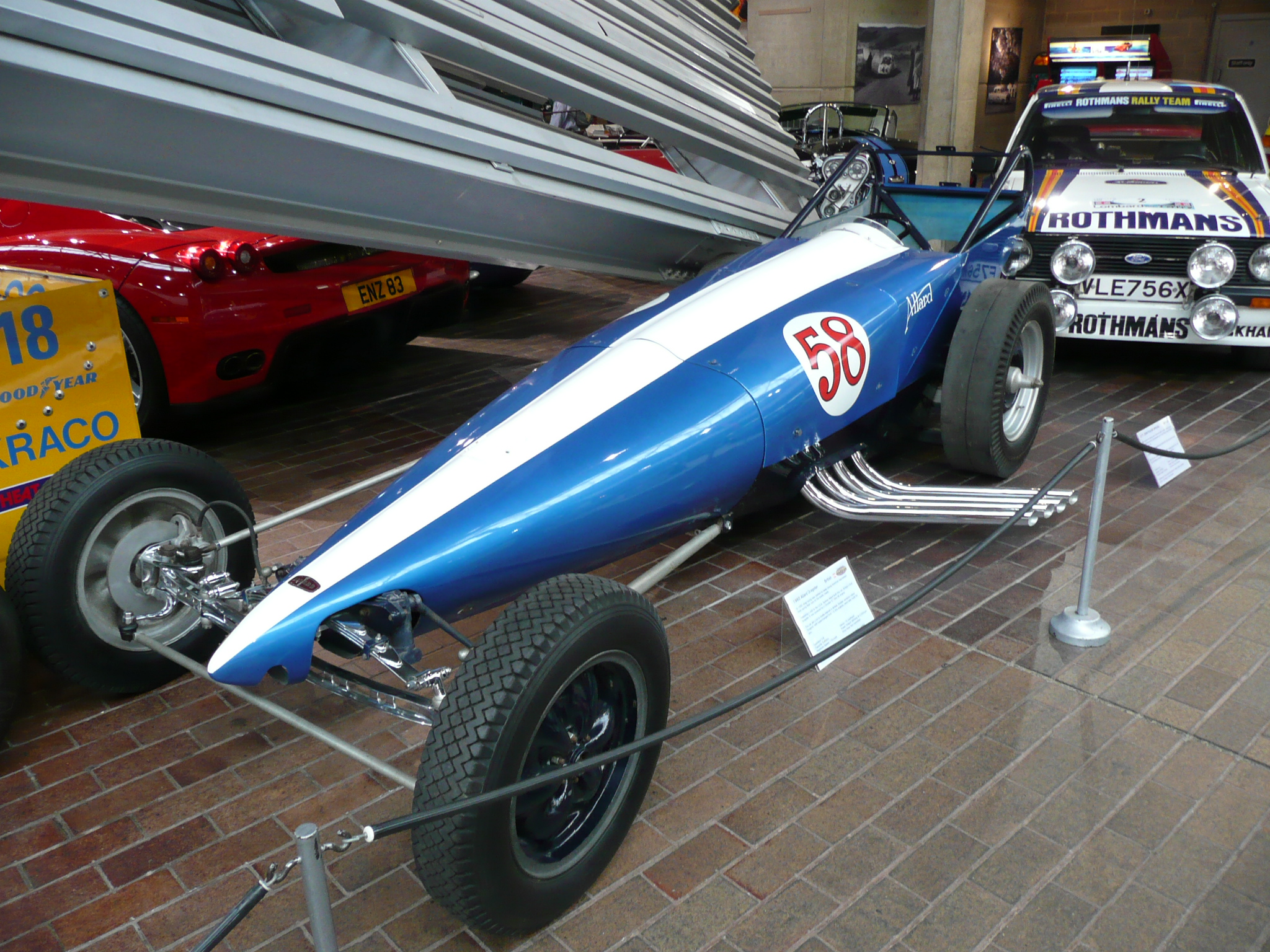
Дрегстер Allard Slingshot 1960 року

Обладнання для наддуву, ралі і гонки були спеціалізацією Allard. Сідні відстоював свої інтереси у змаганнях протягом всього свого життя, змагаючись в 14 ралі Монте-Карло з 1949 по 1965 роки. У 1960 році він приніс дрег-рейсінг у Велику Британію з будівництвом першого британського дрегстера. У 1964 році з'явився дрегстер «Dragon» з 1500-кубовим чотирициліндровим двигуном від Ford. Другий за величиною дрегстер Allard був побудований його сином наприкінці 1966 року.
Після організації свого другого фестивалю з дрег-рейсінгу в 1965 році, який відбувався під-час дощу, Сідні захворів і не зміг видужати. Він помер у квітні 1966 року, британський автоспорт та автомобільна промисловість втратили легендарну особу.

## Діяльність нащадків Сідні Алларда
Алан взяв на себе компанії Allard та Adlards. Продовжувалась участь в ралі і дрег-рейсінгу, Алан їздив на усіх трьох дрегстерах Allard на змаганнях. У 1968 році він поставив світовий рекорд у заїзді на четверть милі на пізньому автомобілі Allard-Chrysler. У наступні роки Алан став головним спеціалістом у Великій Британії із супер-наддуву і більш пізнього турбонаддуву, купивши компанії Wade і Shorrock. Алан продовжував займатись ралі до 1973 року, коли народився його другий син Ллойд.
У 1976 році компанія Adlards була продана, і Алан переїхав в Уельс, продовжуючи бізнес в меншому об'ємі. З 1970 року він продавав деталі для турбонаддуву, десять років потому автомобільна промисловість почне виробляти автомобілі з турбонагнітачами. 1982 року Алан почав публікувати свої знання в книзі під назвою «Turbocharging and Superchargin», перевиданій 1986 року в м'якій обкладинці. З тих пір книга вважалася провідним технічним довідником для захопленого ентузіаста. Алан продовжував працювати з турбонаддувом й інтеркулерами в Монмуті, Південний Уельс. Він залишався президентом клубу власників Allard після смерті батька в 1966 році і регулярно відвідував клубні заходи.
Син Алана Ллойд почав підробляти з ним в 1994 році, з особливим інтересом до зварювання і виготовлення алюмінію і виготовлення. Згодом Ллойд із колегою почали виробляти інтеркулери для команди Subaru World Rally. З автоспортом у жилах Ллойд разом з командою побудував і представив VW Scirocco для місцевого чемпіонату 2000 року, автомобіль виграв нагороду «Кращий представлений автомобіль» на своєму першому показі.
Перший сезон змагань був для Ллойда навчальним з кількома розчаруваннями і проблемами. 2001 року Ллойд здобув декілька перемог у своєму класі на чемпіонаті. Його автомобілі проходили випробування на полігоні.

## Компанія Allard Replicas
1994 року Джеффрі Ек заснував компанію Allard Replicas в Харпендені, що в Гартфордширі. Він почав з виробництва автомобілів та комплектів («кіт-карів»). Для цього було започатковано співробітництво з компанією Hardy Motors із США. Назвою бренду була Allard. 1997 виробництво було припинене. В цілому, було побудовано близько трьох одиниць.
Єдиною моделлю була «репліка» J2X. Шасі і кузов були розроблені Денісом Адамсом. У автомобілі встановлювали двигуни V8 від американських виробників та V12 від Jaguar XJ12. Транспортні засоби продавалися у вигляді комплекту для складання або у вигляді готового транспортного засобу.

## Спроби відродження марки
У 2011 році Аланом і Ллойдом Аллардами, сином і онуком Сідні Алларда, разом із геодезистом Джейсоном Вартоном, було створено нове спільне підприємство, що отримало назву Allard Motor Cars Limited. Метою компанії було відродження давно неіснуючої марки, виготовляючи серію автомобілів Allard з історичного періоду автоспорту. Слідом за цим мали випустити новий спортивний автомобіль Allard Speedster. Стосовно цього виникли суперечки щодо права власності на товарний знак, який був куплений Allard Motor Cars Limited як з відсутнім власником. На офіційному слуханні Управління інтелектуальної власності міста Кардіфф було вирішено, що торговельна марка, що належала Allard Motor Cars Limited, буде скасована на підставі її невикористання.

## Список автомобілів Allard
- 1937 — Allard V8
  - Allard V12
- 1946 — Allard K1
  - Allard L
  - Allard J1
- 1947 — Allard M
- 1950 — Allard J2
  - Allard P1
- 1952 — Allard J2X
  - Allard K2
  - Allard P2
  - Allard M2X
  - Allard P2 Safari
- 1953 — Allard J2R
  - Allard K3
  - Allard Palm Beach
  - Allard Clipper
- 1956 — Allard Palm Beach MkII